# Liste der Mitglieder der Deutschen Akademie der Naturforscher Leopoldina/1967
Die Liste der Mitglieder der Deutschen Akademie der Naturforscher Leopoldina für 1967 listet alle Personen, die im Jahr 1967 zum Mitglied berufen wurden. Insgesamt gab es neunundzwanzig neu gewählte Mitglieder.

## Neu gewählte Mitglieder 1967
| Nr.* | Name                   | Geboren       | Aufnahme | Gestorben         | Sektion                                      | Bild                       | Datenbank                 |
| ---- | ---------------------- | ------------- | -------- | ----------------- | -------------------------------------------- | -------------------------- | ------------------------- |
|      | Dimitrij Andrusov      | 7. Nov. 1897  |          | 1. Apr. 1976      | Geologie und Paläontologie                   |                            | Dimitrij Andrusov         |
|      | Reinhard Aschenbrenner | 15. Juni 1906 |          | 25. Januar 2008   | Innere Medizin und Dermatologie              |                            | Reinhard Aschenbrenner    |
|      | Hans Asperger          | 18. Feb. 1906 |          | 21. Okt. 1980     | Pädiatrie                                    |                            | Hans Asperger             |
|      | Hans Wilhelm Bansi     | 22. März 1899 |          | 15. März 1982     | Innere Medizin                               |                            | Hans Wilhelm Bansi        |
|      | Tom (Thomas) Barth     | 18. Mai 1899  |          | 7. März 1971      | Mineralogie, Kristallographie und Petrologie | Thomas F. W. Barth         | Tom (Thomas) Barth        |
|      | Sir Alan R. Battersby  | 4. März 1925  |          | 10. Februar 2018  | Chemie                                       | Alan Battersby (2018)      | Sir Alan R. Battersby     |
|      | Viktor Bruckner        | 1900          |          | 1980              | Chemie                                       | Győző Bruckner (1900–1980) | Viktor Bruckner           |
|      | Henryk G. Godlewski    | 1914          |          | 1990              | Pathologie                                   |                            | Henryk G. Godlewski       |
|      | Walter E. Griesbach    | 1888          |          | 1968              | Pathologie                                   |                            | Walter E. Griesbach       |
|      | Ernst Hadorn           | 31. Mai 1902  |          | 4. Apr. 1976      | Zoologie                                     | Ernst Hadorn               | Ernst Hadorn              |
|      | György Hajós           | 21. Feb. 1912 |          | 17. März 1972     | Mathematik                                   |                            | György Hajós              |
|      | Hermann Hartmann       | 4. Mai 1914   |          | 22. Okt. 1984     | Physikalische Chemie                         | Hermann Hartmann (1950)    | Hermann Hartmann          |
|      | Werner Hauss           | 1907          |          | 1996              | Innere Medizin                               |                            | Werner Hauss              |
|      | Gottfried Holle        | 13. Aug. 1912 |          | 13. Dez. 1991     | Pathologie                                   |                            | Gottfried Holle           |
|      | Ephraim Katzir         | 16. Mai 1916  |          | 30. Mai 2009      | Humangenetik und Molekulare Medizin          | Ephraim Katzir (1977)      | Ephraim Katchalski-Katzir |
|      | Walter F. Lever        | 1909          |          | 1992              | Dermatologie                                 |                            | Walter F. Lever           |
|      | Kálmán Lissák          | 1908          |          | 1982              | Physiologie                                  |                            | Kálmán Lissák             |
|      | Paul Macar             | 1906          |          | 1978              | Geologie und Paläontologie                   |                            | Paul Macar                |
|      | Irene Manton           | 17. Apr. 1904 |          | 13. Mai 1988      | Botanik                                      | Irene Manton (um 1955)     | Irene Manton              |
|      | Wacław Olszak          | 24. Okt. 1902 |          | 8. Dez. 1980      | Mathematik                                   |                            | Wacław Olszak             |
|      | Emil Pop               | 1897          |          | 1974              | Botanik                                      |                            | Emil Pop                  |
|      | Otto Prokop            | 29. Sep. 1921 |          | 20. Januar 2009   | Pathologie und Rechtsmedizin                 | Otto Prokop (1991)         | Otto Prokop               |
|      | Jacques Roger          | 1920          |          | 26. März 1990     | Wissenschafts- und Medizingeschichte         |                            | Jacques Roger             |
|      | Georg Romhányi         | 1905          |          | 1991              | Pathologie                                   |                            | Georg Romhányi            |
|      | Herwig Schopper        | 28. Feb. 1924 |          |                   | Physik                                       | Herwig Franz Schopper      | Herwig Schopper           |
|      | Folke Skoog            | 15. Juli 1908 |          | 15. Februar 2001  | Organismische Biologie                       |                            | Folke Skoog               |
|      | Riad Tourky            | 1902          |          | 1971              | Physikalische Chemie                         |                            | Riad Tourky               |
|      | Gerhard Wolf-Heidegger | 1910          |          | 1986              | Anatomie                                     |                            | Gerhard Wolf-Heidegger    |
|      | Hans Georg Zachau      | 16. Mai 1930  |          | 17. Dezember 2017 | Genetik/Molekularbiologie und Zellbiologie   |                            | Hans Georg Zachau         |